# Das je goed recht
'Das je goed recht' is een Nederlands televisieprogramma, uitgezonden door SBS6. Doel van het programma is mensen bijstaan bij juridische conflicten en geschillen waar ze zelf niet uitkomen met de tegenpartij.
Alberto Stegeman presenteerde het programma in 2008. Begin 2009 heeft John van den Heuvel het van Stegeman overgenomen. Elke week behandelt hij een aantal zaken en vertelt hij mensen welke rechten ze hebben bij hun conflicten. Het programma wordt mede mogelijk gemaakt door DAS, een bedrijf dat mensen bijstaat bij juridische conflicten en geschillen. DAS reclame en journalistiek dreigen door elkaar te lopen.

## Greep uit behandelde problemen
- Buren houden een benodigde invalidenparkeerplaats tegen
- Een coffeeshop vestigt zich naast je huis
- De serviceflat waarin je woont, verleent geen service
- Medische missers
- Hoe om te gaan met wanbetalers
- Auto ramt boom – wie vergoedt de schade?
- Wat te doen bij een miskoop?
- Problemen bij de aanvraag van een bouwvergunning
- Bedrijf blijkt onbereikbaar voor klachten
- Fabrikant van een kermisattractie maakt het een kermisexploitant onnodig zwaar